# Vuelta a España 1936
2. ročník cyklistického závodu Vuelta a España se konal mezi 5. a 31. květnem 1936. Vítězem se stal Belgičan Gustaaf Deloor, jenž obhájil své vítězství z předešlého ročníku.
Lídr celkového pořadí nosil oranžový dres, zato poslední nosil červený dres.

## Shrnutí závodu
Závod začal v nestabilní politické situaci a pár týdnů po konci začala španělská občanská válka. Před závodem byli považováni za největší favority obhájce vítězství Gustaaf Deloor a druhý z předchozího ročníku, domácí Mariano Canardo. Bohužel nehoda během úvodních etap vyřadila Španěla z boje o vítězství. Zatímco Deloor vedl závod od druhé etapy až do konce, jeho bratr Alfons stoupal celkovým pořadím, a poté, co Antonio Escuriet, průběžně druhý, utrpěl vyčerpání v předposlední etapě, se Alfons Deloor dostal na druhé místo, které si udržel až do cíle.
Závod začalo 50 jezdců, z čehož pouze 24 dojeli až do Madridu. Další čtyři ročníky však musely být zrušeny kvůli španělské občanské válce, ve které museli jezdci jako Julián Berrendero sloužit v armádě.

## Trasa a etapy
| Etapa | Datum      | Trasa                    | Vzdálenost      | Typ | Typ | Vítěz                   |
| ----- | ---------- | ------------------------ | --------------- | --- | --- | ----------------------- |
| 1     | 5. května  | Madrid – Salamanca       | 210 km (130 mi) |     |     | Joseph Huts (BEL)       |
| 2     | 6. května  | Salamanca – Cáceres      | 214 km (133 mi) |     |     | Gustaaf Deloor (BEL)    |
| 3     | 7. května  | Cáceres – Sevilla        | 270 km (168 mi) |     |     | Vicente Carretero (ESP) |
| 4     | 9. května  | Sevilla – Málaga         | 212 km (132 mi) |     |     | Gustaaf Deloor (BEL)    |
| 5     | 10. května | Málaga – Granada         | 132 km (82 mi)  |     |     | Vicente Carretero (ESP) |
| 6     | 11. května | Granada – Almería        | 185 km (115 mi) |     |     | Gustaaf Deloor (BEL)    |
| 7     | 13. května | Almería – Alicante       | 306 km (190 mi) |     |     | Mariano Cañardo (ESP)   |
| 8     | 14. května | Alicante – Valencie      | 184 km (114 mi) |     |     | Antonio Bertola (ITA)   |
| 9     | 15. května | Valencia – Tarragona     | 279 km (173 mi) |     |     | Salvador Cardona (ESP)  |
| 10    | 17. května | Tarragona – Barcelona    | 129 km (80 mi)  |     |     | Vicente Carretero (ESP) |
| 11    | 18. května | Barcelona – Zaragoza     | 293 km (182 mi) |     |     | Alfons Schepers (BEL)   |
| 12    | 19. května | Zaragoza – San Sebastián | 265 km (165 mi) |     |     | Alfons Schepers (BEL)   |
| 13    | 21. května | San Sebastián – Bilbao   | 160 km (99 mi)  |     |     | Vicente Carretero (ESP) |
| 14    | 22. května | Bilbao – Santander       | 199 km (124 mi) |     |     | Alfons Deloor (BEL)     |
| 15    | 24. května | Santander – Gijón        | 194 km (121 mi) |     |     | Mariano Cañardo (ESP)   |
| 16    | 25. května | Gijón – Ribadeo          | 155 km (96 mi)  |     |     | Rafael Ramos (ESP)      |
| 17    | 26. května | Ribadeo – A Coruña       | 157 km (98 mi)  |     |     | Alfons Schepers (BEL)   |
| 18    | 27. května | A Coruña – Vigo          | 175 km (109 mi) |     |     | Vicente Carretero (ESP) |
| 19    | 29. května | Vigo – Verín             | 178 km (111 mi) |     |     | Fermin Trueba (ESP)     |
| 20    | 30. května | Verín – Zamora           | 207 km (129 mi) |     |     | Antonio Bertola (ITA)   |
| 21    | 31. května | Zamora – Madrid          | 250 km (155 mi) |     |     | Emiliano Álvarez (ESP)  |

## Průběžné pořadí
| Etapa          | Vítěz             | Celkové pořadí | Vrchařská soutěž | Soutěž týmů |
| -------------- | ----------------- | -------------- | ---------------- | ----------- |
| 1              | Joseph Huts       | Joseph Huts    | Luigi Barral     |             |
| 2              | Gustaaf Deloor    | Gustaaf Deloor | Luigi Barral     |             |
| 3              | Vicente Carretero | Gustaaf Deloor | Luigi Barral     |             |
| 4              | Gustaaf Deloor    | Gustaaf Deloor | Luigi Barral     |             |
| 5              | Vicente Carretero | Gustaaf Deloor | Fermín Trueba    |             |
| 6              | Gustaaf Deloor    | Gustaaf Deloor | Fermín Trueba    |             |
| 7              | Mariano Cañardo   | Gustaaf Deloor | Fermín Trueba    |             |
| 8              | Antonio Bertola   | Gustaaf Deloor | Fermín Trueba    |             |
| 9              | Salvador Cardona  | Gustaaf Deloor | Fermín Trueba    |             |
| 10             | Vicente Carretero | Gustaaf Deloor | Fermín Trueba    |             |
| 11             | Alfons Schepers   | Gustaaf Deloor | Fermín Trueba    |             |
| 12             | Alfons Schepers   | Gustaaf Deloor | Fermín Trueba    |             |
| 13             | Vicente Carretero | Gustaaf Deloor | Fermín Trueba    |             |
| 14             | Alfons Deloor     | Gustaaf Deloor | Salvador Molina  |             |
| 15             | Mariano Cañardo   | Gustaaf Deloor | Salvador Molina  |             |
| 16             | Rafael Ramos      | Gustaaf Deloor | Salvador Molina  |             |
| 17             | Alfons Schepers   | Gustaaf Deloor | Salvador Molina  |             |
| 18             | Vicente Carretero | Gustaaf Deloor | Salvador Molina  |             |
| 19             | Fermin Trueba     | Gustaaf Deloor | Salvador Molina  |             |
| 20             | Antonio Bertola   | Gustaaf Deloor | Salvador Molina  |             |
| 21             | Emiliano Álvarez  | Gustaaf Deloor | Salvador Molina  | Belgie      |
| Konečné pořadí | Konečné pořadí    | Gustaaf Deloor | Salvador Molina  | Belgie      |

## Konečné pořadí

### Celkové pořadí
| Pořadí | Jméno                   | Tým | Čas          |
| ------ | ----------------------- | --- | ------------ |
| 1      | Gustaaf Deloor (BEL)    |     | 150h 07' 54" |
| 2      | Alfons Deloor (BEL)     |     | + 11' 39"    |
| 3      | Antonio Bertola (ITA)   |     | + 17' 54"    |
| 4      | Julián Berrendero (ESP) |     | + 23' 39"    |
| 5      | Antonio Escuriet (ESP)  |     | + 28' 54"    |
| 6      | Rafael Ramos (ESP)      |     | + 49' 29"    |
| 7      | Alfons Schepers (BEL)   |     | + 58' 18"    |
| 8      | Emiliano Álvarez (ESP)  |     | + 1h 05' 47" |
| 9      | Fermin Trueba (ESP)     |     | + 1h 07' 22" |
| 10     | Mariano Cañardo (ESP)   |     | + 1h 18' 05" |

### Vrchařská soutěž
| Pořadí | Jezdec                  | Tým | Body |
| ------ | ----------------------- | --- | ---- |
| 1      | Salvador Molina (ESP)   |     | 78   |
| 2      | Julian Berrendero (ESP) |     | 72   |
| 3      | Antonio Bertola (ITA)   |     | 63   |
| 4      | Antoine Dignef (BEL)    |     | 47   |
| 5      | Francisco Goenaga (ESP) |     | 40   |
| 6      | Gustaaf Deloor (BEL)    |     | 38.5 |
| 7      | Vicente Carretero (ESP) |     | 35   |
| 8      | Emiliano Álvarez (ESP)  |     | 28   |
| 9      | Rafael Ramos (ESP)      |     | 20   |
| 10     | Alfons Deloor (BEL)     |     | 19   |